# Dytåg
Dytåg (Juncus stygius) är en tågväxtart som beskrevs av Carl von Linné. Enligt Catalogue of Life ingår Dytåg i släktet tåg och familjen tågväxter, men enligt Dyntaxa är tillhörigheten istället släktet tåg och familjen tågväxter. Arten är reproducerande i Sverige. Inga underarter finns listade i Catalogue of Life.
Arten förekommer i norra delen av Eurasien och Nordamerika söderut till Schweiz, Polen och Koreahalvön. Den växer intill dammar, diken och pölar.
För beståndet är inga hot kända. Hela populationen anses vara stor. IUCN listar arten som livskraftig (LC).

## Bildgalleri

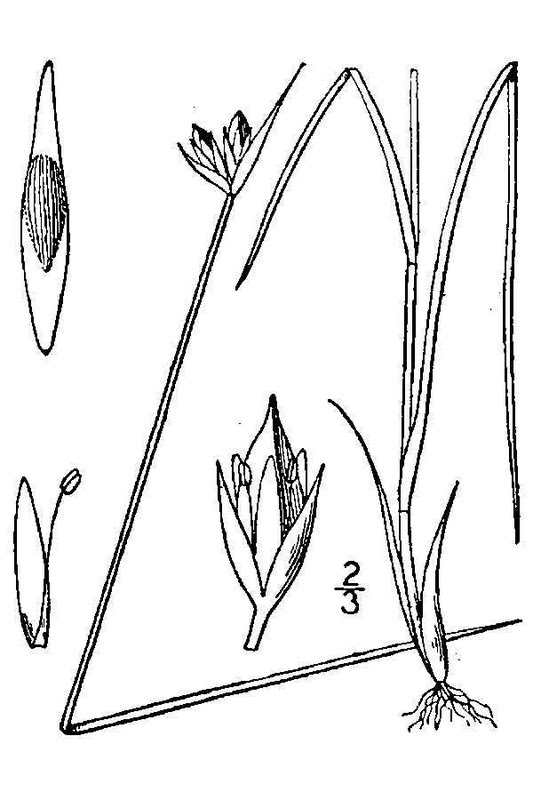